# Acrocryptus reedi
Acrocryptus reedi is een keversoort uit de familie van de kniptorren (Elateridae). De wetenschappelijke naam van de soort is voor het eerst geldig gepubliceerd in 1874 door Ernest Candèze.